# Burstfehler
Ein Burstfehler (auch Bündelfehler) tritt auf, wenn bei der Datenübertragung, z. B. durch Kratzer auf einer CD, eine blockweise Störung des Signals auftritt. Durch diesen Block (Burst) kann es passieren, dass eine ganze Folge von Bits der übertragenen Daten „kippt“, d. h. nicht mehr die beabsichtigte Information enthält. Anschaulich spricht man daher auch von Fehlerbündeln.
Speziell auf CDs begegnet man Burstfehlern durch Interleaving, CRC oder Paritätsbits, um sie in kleinere Pakete zu zerlegen.
Zudem sind einige Kodierungsverfahren wie der Reed-Solomon-Code besonders geeignet, Burstfehler zu erkennen und zu beheben.
Ursache eines Burstfehlers sind z. B. Schaltvorgänge, die u. a. als Knacksen im Radio zu hören sind, wenn der Lichtschalter betätigt wird. Die Intensität und Dauer des Bursts steigt bei langsamem Schaltvorgang und mit induktiven Lasten. Im Haushalt sind dies z. B. Leuchtstofflampen mit konventionellem Vorschaltgerät oder Elektromotoren in Haushaltsgeräten.
Die Störung einer digitalen Nachricht durch einen Burstfehler geht dabei über zahlreiche benachbarte Bits, wobei nicht unbedingt alle verfälscht werden. Beispiel:
| Zu übertragende Bitfolge: | 1001010101001010010100100101011010010110010010 |
| Gestörte Bitfolge in rot: | 100101011011100000100011101111110010010        |

Nur die gefetteten Bits sind tatsächlich verfälscht, die nicht gefetteten Bits wurden korrekt übertragen.
Bei EMV-Prüfungen werden Burstfehler simuliert. Eine Verfahrensbeschreibung für die Fehlerstimulation und den prinzipiellen Aufbau von Burstgeneratoren findet sich z. B. in der Normenreihe IEC 61000, in deutscher Version verfügbar als DIN EN 61000 / VDE 0847 „Elektromagnetische Verträglichkeit (EMV)“, Teil 4-4 „Prüf- und Messverfahren – Prüfung der Störfestigkeit gegen schnelle transiente elektrische Störgrößen/Burst“.